# Fleißiges Lieschen
Das Fleißige Lieschen (Impatiens walleriana, Schweizerdeutsch: Süüfferli („Säufferchen“) wegen des vergleichsweise hohen Wasserbedarfs) ist eine Pflanzenart aus der Gattung der Springkräuter (Impatiens) in der Familie der Balsaminengewächse (Balsaminaceae).

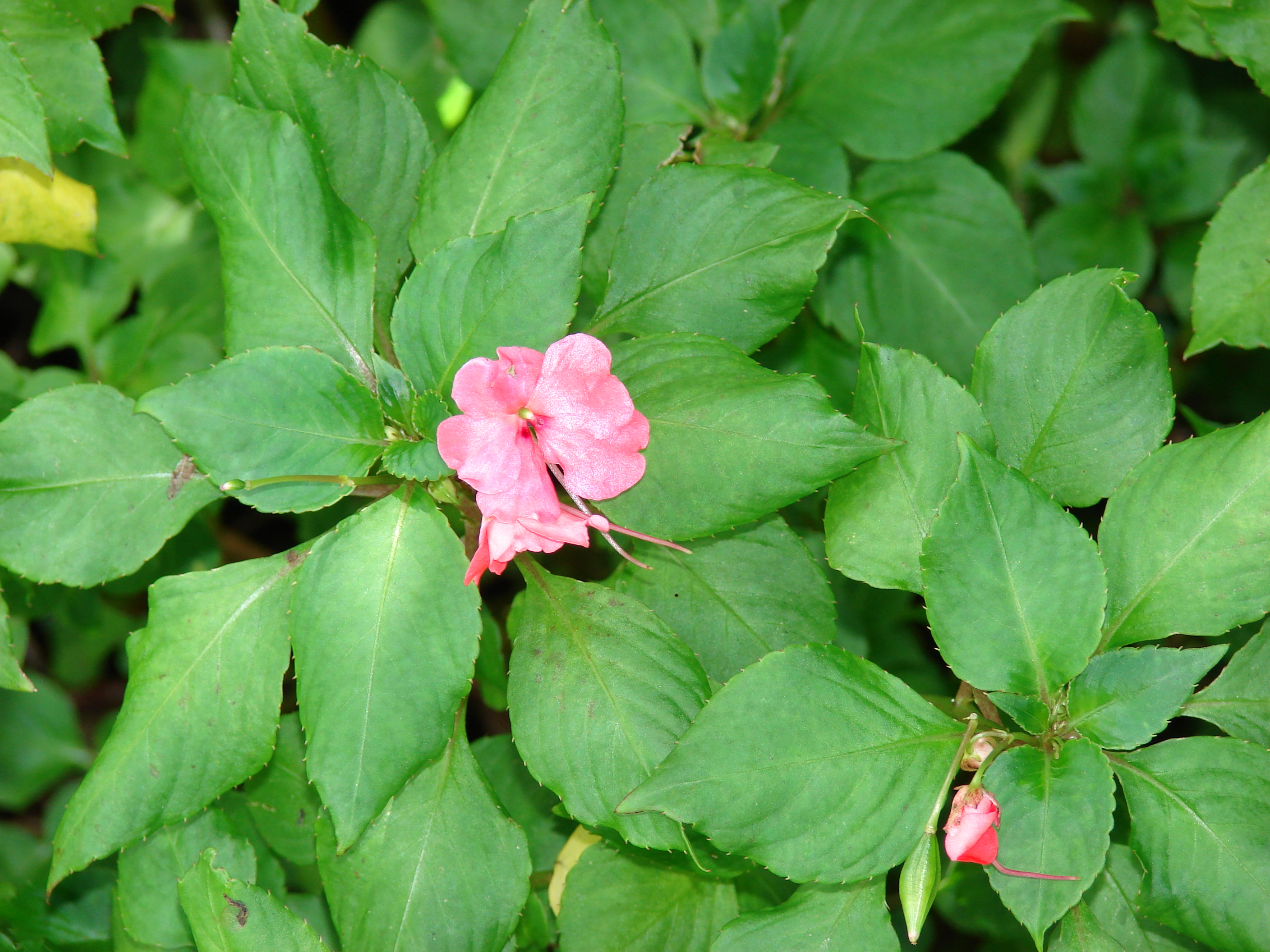
Blätter und Blüte

## Merkmale
Das Fleißige Lieschen ist eine immergrüne, ausdauernde krautige Pflanze; sie ist meist als einjährige Pflanze kultiviert. Diese Art erreicht Wuchshöhen bis 30 (selten bis 70) Zentimeter. 
Die wechselständigen, einfachen Laubblätter sind 1,5 bis 6 cm lang gestielt. Die Blattspreite ist eiförmig bis breit elliptisch, manchmal auch verkehrteiförmig, 2,5 bis 13 Zentimeter lang und 2 bis 5,5 Zentimeter breit, grün und zuweilen gefleckt oder an der Unterseite rosa oder rötlich. Nebenblätter fehlen.
Die Blüten stehen einzeln oder meist zu zweit oder selten bis zu fünft zusammen. Die zwittrigen, zygomorphen Blüten sind sehr unterschiedlich groß. Die unteren Kelchblätter sind schwach bootförmig und verschmälern sich plötzlich in den 2,8 bis 4,5 Zentimeter langen, fadenförmig gebogenen, aber nicht zurückgekrümmten Sporn. Die fünf Kronblätter sind frei und sind flach ausgebreitet. Die Farben der Kronblätter reichen von weiß, über rosa, violett, purpurn, rot bis orange. Es ist nur ein Kreis mit fünf Staubblättern vorhanden. Der Fruchtknoten ist oberständig. Der Griffel ist kurz oder fehlt und endet in einem bis fünf Narben.
Die glatte, „explosive“ Kapselfrucht ist 1,5 bis 2 cm groß.
Die Blütezeit reicht bei der Kulturform von Januar bis Dezember.
Die Chromosomenzahl beträgt 2n = 16.

## Vorkommen
Das Fleißige Lieschen kommt ursprünglich in Kenia, Tansania, Mosambik, Süd-Malawi und Ost-Simbabwe vor. Diese Art ist hier an feuchten, schattigen Orten, feuchten Felsen, Küsten- und Bergregenwäldern in Höhenlagen von 0 bis 2000 Metern zu finden.

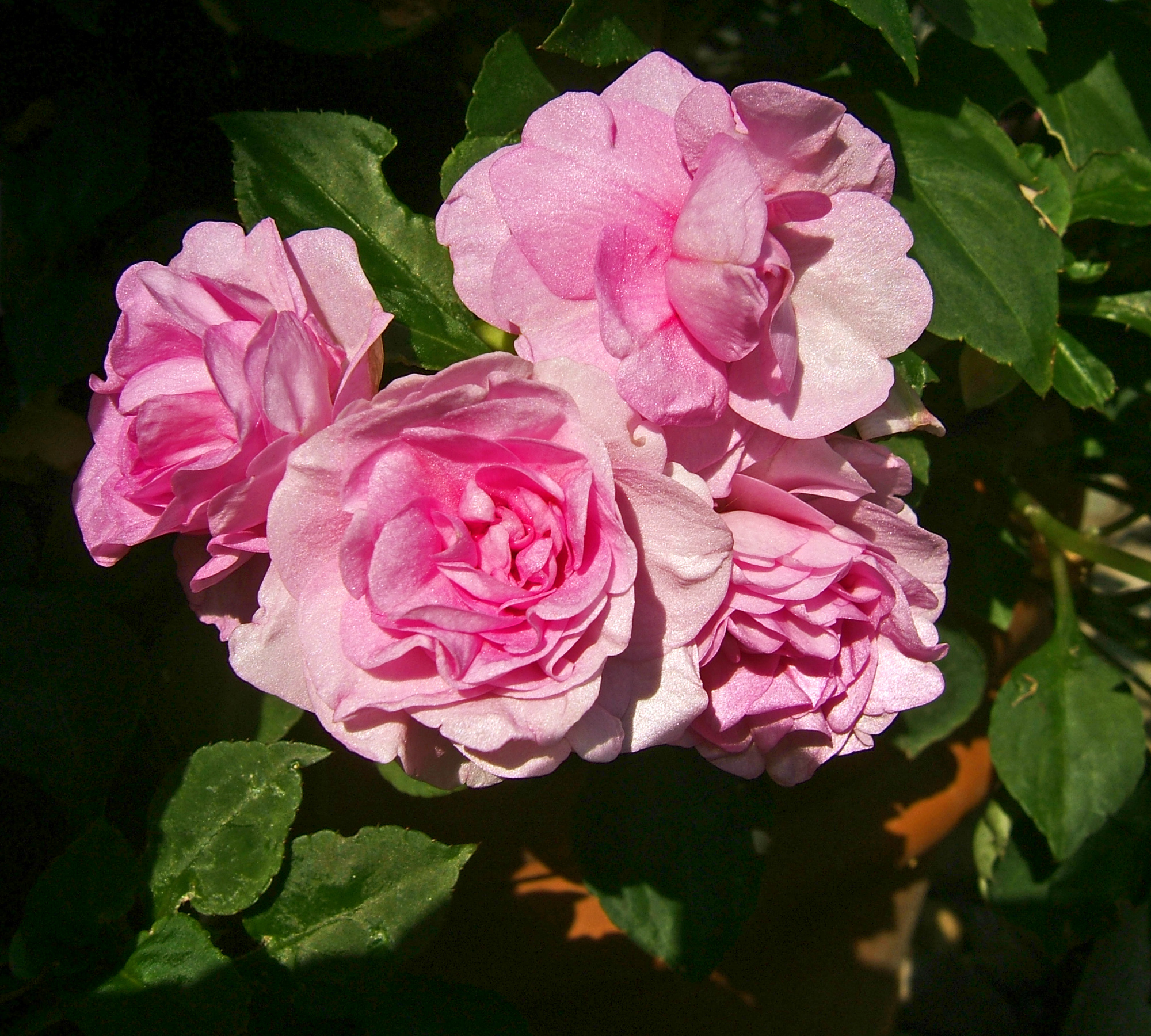
Gefüllt blühende Sorte

## Nutzung
Das Fleißige Lieschen wird zerstreut als Zierpflanze in Pflanzschalen, Sommerrabatten und Balkonkästen kultiviert. Sie ist seit spätestens 1880 in Kultur. Es gibt zahlreiche Sorten, die sich in Wuchshöhe, Blüten- und Blattfarbe unterscheiden. Es gibt auch gefüllt blühende Sorten.

## Etymologie
Der Gattungsname Impatiens ist lateinisch und bedeutet „ungeduldig, empfindlich“. Er rührt von den empfindlichen Früchten der Arten dieser Gattung her, die bei leichter Berührung aufspringen (Saftdruckstreuer). Die Bezeichnung walleriana erhielt die Art durch Joseph Dalton Hooker, der die Art neu in der Flora of tropical Africa von Daniel Oliver  beschrieb und der damit einen der Erstfinder, den Missionar Horace Waller (1833–1896), verewigen wollte. Waller war mehrere Jahre in Afrika tätig und hatte dabei auch Pflanzen gesammelt. Er hatte die neue Art zusammen mit Dr. John Kirk in Mosambik gefunden. Waller wurde später dadurch bekannt, dass er die Tagebücher des Afrikaforschers David Livingstone herausgab.